# توم فيشر (لاعب الرغبي)
توم فيشر (بالإنجليزية: Tom Fisher)‏ هو لاعب الرغبي ‏ نيوزيلندي، ولد في 27 مايو 1891 في Brunner, New Zealand ‏ في نيوزيلندا، وتوفي في 20 مارس 1968 في ويلينغتون في نيوزيلندا.